# Paix meurtrière
Paix meurtrière (ou Snipers Valley ; titre original Mörderischer Frieden) est un film allemand réalisé par Rudolf Schweiger et sorti en 2007.

## Synopsis
Le film évoque l'engagement allemand au sein de la KFOR au Kosovo.

## Fiche technique
- Titre original : Mörderischer Frieden
- Réalisation : Rudolf Schweiger
- Date de sortie : 2007

## Distribution
- Adrian Topol : Tom Kapielski
- Max Riemelt : Charly Berger
- Susanne Bormann : Mirjana Jovovic
- Damir Džumhur : Durcan
- Anatole Taubman : Enver
- Peter Bongartz : Dr. Goran Jovovic
- Maximilian von Pufendorf : Hauptmann Carsten Benedikt
- Miraj Grbić : Nazim
- Frank Kessler : Heinz Back